# Federico Zuccaro
Federico Zuccaro (Sant Angelo in Vado, 1542 - Ancona, 1609) fue un pintor, arquitecto y escritor italiano, que trabajó en España.

## Biografía
Fue alumno de su hermano Taddeo Zuccaro, a quien ayudó en sus trabajos en el Vaticano y el Palazzo Caprarola. El duque de Toscana Cosimo I le llamó luego a su corte en Florencia para que terminase allí la decoración de la cúpula de Santa María del Fiore, iniciada por Giorgio Vasari .
Por encargo del papa Gregorio XIII, comenzó a pintar la Capilla Paulina en el Palacio Apostólico Vaticano, pero por motivos personales tuvo que huir en 1574 a Londres. Pasó seis años en la corte inglesa, pintando sobre todo retratos. Los cuadros más conocidos de esta época son los retratos de las reinas Isabel I y María Estuardo.
En 1580 se trasladó a Venecia, pintando para el Palacio de los Dogos una Humillación de Barbarroja. El papa Gregorio XIII animó a Zuccaro a retornar a Roma para terminar la Capilla Paulina, y así lo hizo. En 1586 siguió la llamada del rey Felipe II para trasladarse a Madrid y colaborar en la decoración de El Escorial. Fundamentalmente se dedicó a pintar retablos y frescos.
Regresó a Roma, donde fundó la Accademia di San Luca, de la que fue el primer presidente.
Además de su actividad pictórica, Zuccaro trabajó también en el campo de la teoría del arte.

## Obras
- Frescos en la Villa d'Este, Tivoli, en colaboración con Taddeo Zuccari;
- La conquista de Túnez, Fresco en la Sala Regia del Palacio Apostólico, Ciudad del Vaticano;
- Pinturas en la Capilla Paulina, Palacio Apostólico, Ciudad del Vaticano;
- La caída de Satanás, Frescos en la Capilla de Pío V del Palacio Apostólico, Ciudad del Vaticano;
- Adoración de los magos, 1564, en la iglesia de San Francesco della Vigna, Venecia;
- Pinturas del retablo mayor del monasterio de san Lorenzo de El Escorial (en colaboración con Pellegrino Tibaldi);
- La expulsión del templo, 1571, retablo en Santa Caterina dei Funari, Roma;
- La veneración del Dogo ante el Papa Alejandro III en el atrio de San Marcos de Venecia;
- La humillación de Barbarroja ante el Papa, alrededor de 1582, Sala del maggior consiglio, Palacio de los Dogos, Venecia;
- Ciclo de frescos sobre la vida de San Carlos Borromeo, en colaboración con Cesare Nebbia, 1604, Almo Collegio Borromeo, Pavía;

## Escritos
- L'Idea de'scultori, pittori e architetti. Turin 1607.Resurrección de Lázaro

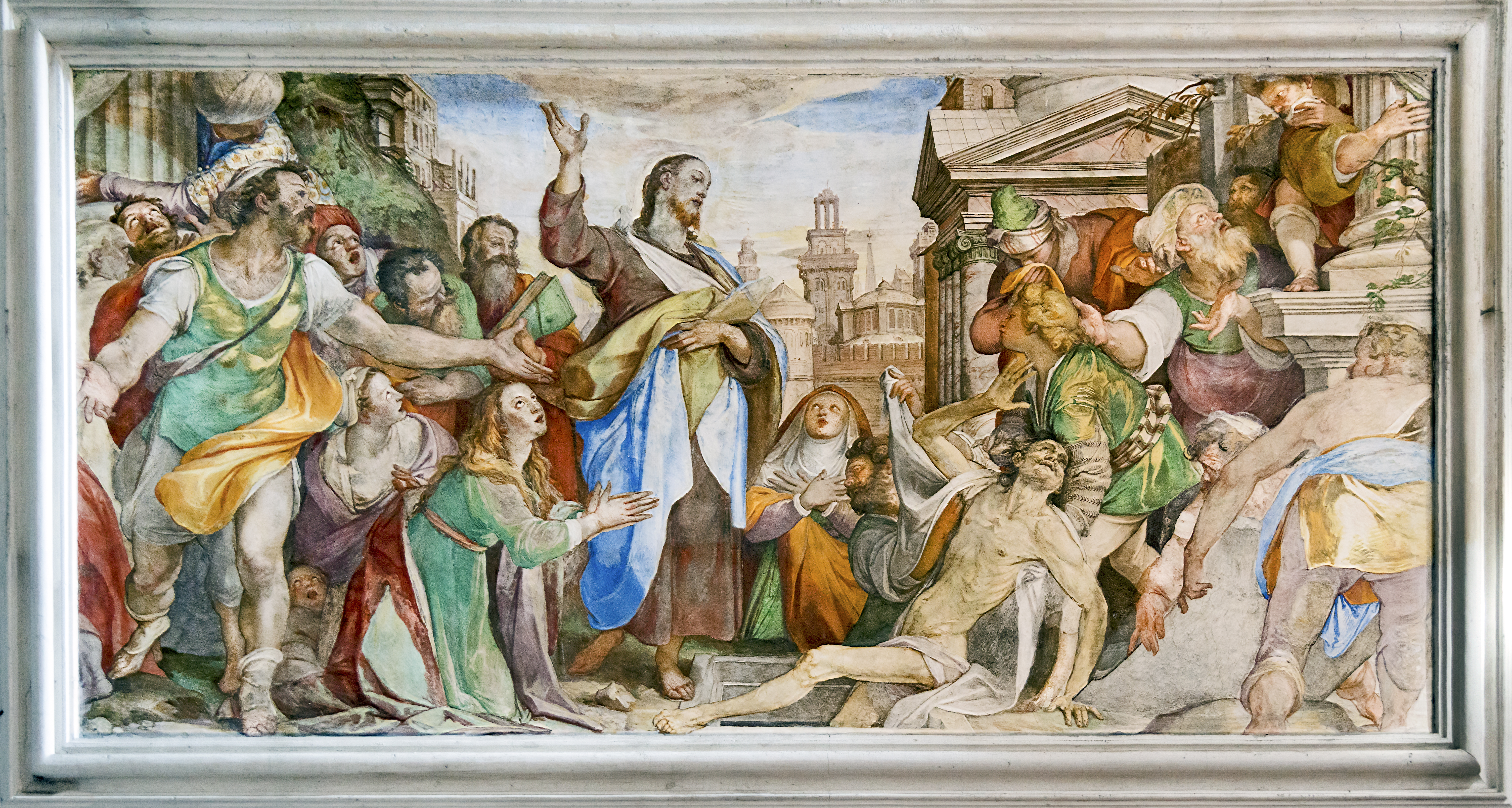
Resurrección de Lázaro